# Uzès
Uzès is een Franse plaats en gemeente vlak bij Nîmes en Avignon in het departement Gard in de regio Occitanie in Zuid-Frankrijk. De gemeente telde 8.360 inwoners op 1 januari 2022.
Uzès is de zetel van het hertogdom L'Uzège. De huidige Hertog Jacques Emmanuel Eric Raymond Marie de Crussol, is de zeventiende Duc d'Uzès.

## Geschiedenis
Ten noordoosten van de stad ligt de bron Fontaine d'Eure, die in de Romeinse tijd het aquaduct naar Nîmes voedde. De Romeinse weg van Antoninus Pius, die het gebied van de Helvii met Nîmes verbond, liep door de gemeente. Dit was een handelsweg die in de vroege middeleeuwen zijn belang verloor. Uzès was een bisdom van 440 tot 1801. Het bisdom was een van de meest uitgestrekte van de Languedoc.
Uzès werd in de eerste decennia van de dertiende eeuw een gemeente bestuurd door consuls. In de zestiende eeuw kende het protestantisme veel aanhangers in de stad en Uzès werd een van de meest vooraanstaande protestantse steden van Frankrijk. Nadat de vrijheden van de protestanten in 1685 werden ingetrokken, werden de protestanten voor de keuze gesteld om zich tot het katholicisme te bekeren of te emigreren. De protestantse kerk werd afgebroken.
Al vanaf de vijftiende eeuw was er textiel- en ledernijverheid in Uzès. De stad telde verschillende watermolens. Tot het einde van de negentiende eeuw was de teelt van zijderupsen een belangrijke economische activiteit. Na de komst van de spoorweg ontstond er nieuwe industrie: de productie van keramiek en van snoepgoed. Vanaf de jaren 1950 ontwikkelde zich het toerisme als belangrijke economische activiteit.

## Bezienswaardigheden
In 1965 werd het stadscentrum van Uzès als geheel beschermd en kreeg het de status van secteur sauvegardé. Oorspronkelijk gold deze bescherling voor een gebied van twaalf hectare, later werd dit 41 hectare. Iedere zaterdag wordt op Place aux Herbes in het centrum een regionale markt gehouden. De regionale markt is beroemd en er worden regionale producten aangeboden. Bezienswaardigheden zijn:
- Saint-Théodoritkathedraal: deze kerk werd in het midden van de zeventiende eeuw heropgebouwd nadat de romaanse domkerk door de protestanten werd geplunderd en verwoest. Opmerkelijk zijn het orgel met beschilderde luiken die dateren uit de tijd van Lodewijk XIV evenals de smeedijzeren galerij die over het ganse eerste niveau doorloopt. Het orgel werd tijdens de vastentijd achter de luiken verborgen.
- Tour Fenestrelle: deze 42 meter hoge romaanse toren had ook te lijden onder de godsdienstoorlogen. Zijn bovenste deel werd heropgebouwd in de zeventiende eeuw. De tour Fenestrelle ontleent zijn naam aan zijn talrijke openingen: op vijf van de zes niveaus zijn er 'vensters'. Hij wordt beschouwd als de klokkentoren van de kathedraal.
- Bisschoppelijk paleis: ligt naast de kathedraal en herbergt het stedelijk museum Georges-Borias.
- Paleis van de Duc d'Uzès: valt op door zijn drie feodale torens en een dak waarop een reusachtig wapenschild prijkt, gevormd door dakpannen van verschillende kleur
- Place aux Herbes: plein met een fontein die omringd is door heel wat platanen. Rond het plein staan huizen met bogen.
- Stadhuis (achttiende eeuw)
- Saint-Étiennekerk: werd opgetrokken in de tweede helft van de achttiende eeuw in de laatbarokke of jezuïetenstijl
- Protestantse kerk
- Middeleeuwse tuin
- Museon di Rodo
- Musée du bonbon: bestaat sinds 1996 en is gewijd aan de geschiedenis en de fabricatie van de snoepjes van het merk Haribo. Het bevindt zich even buiten de stad.

### Afbeeldingen

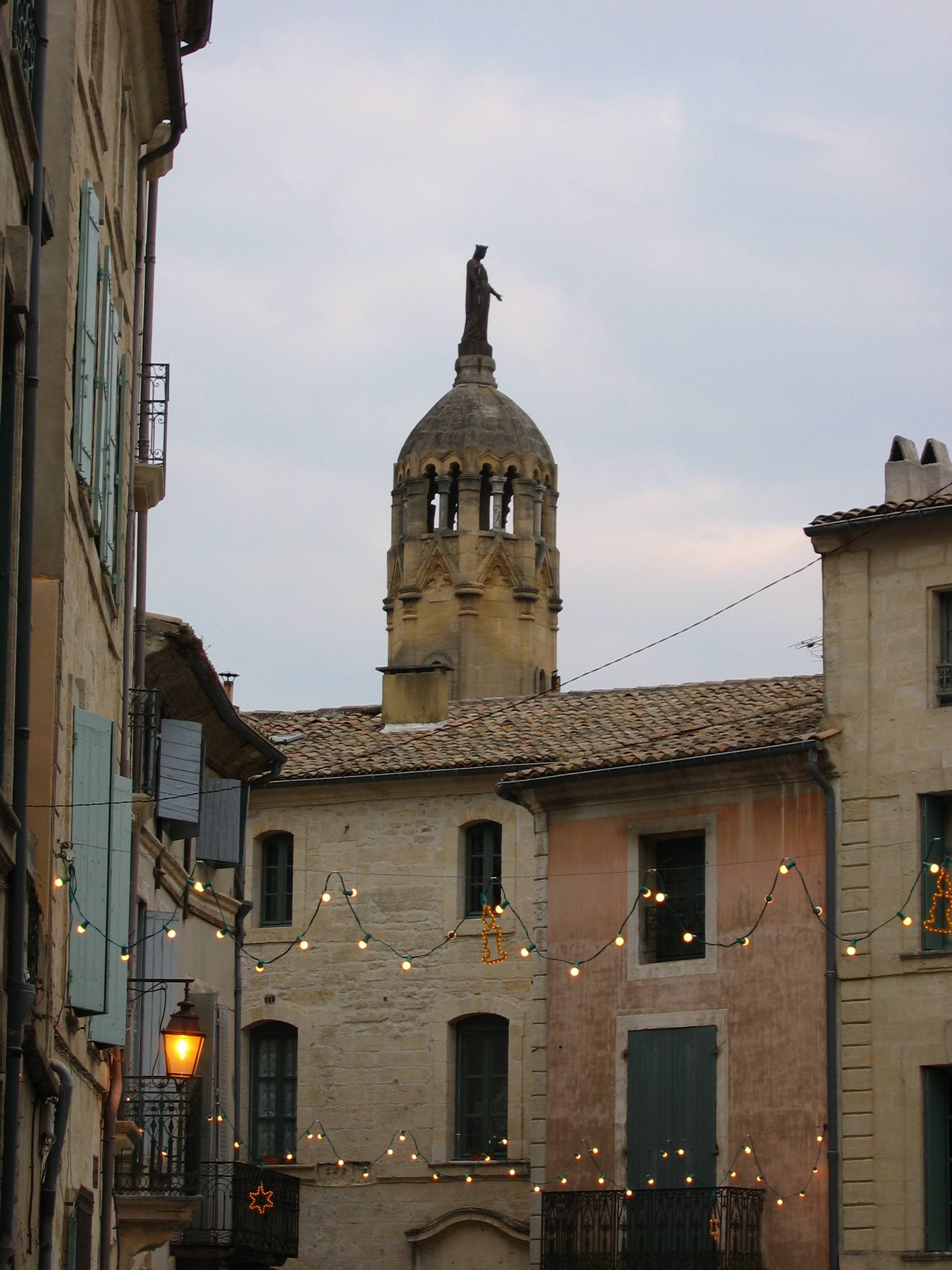
Uzès
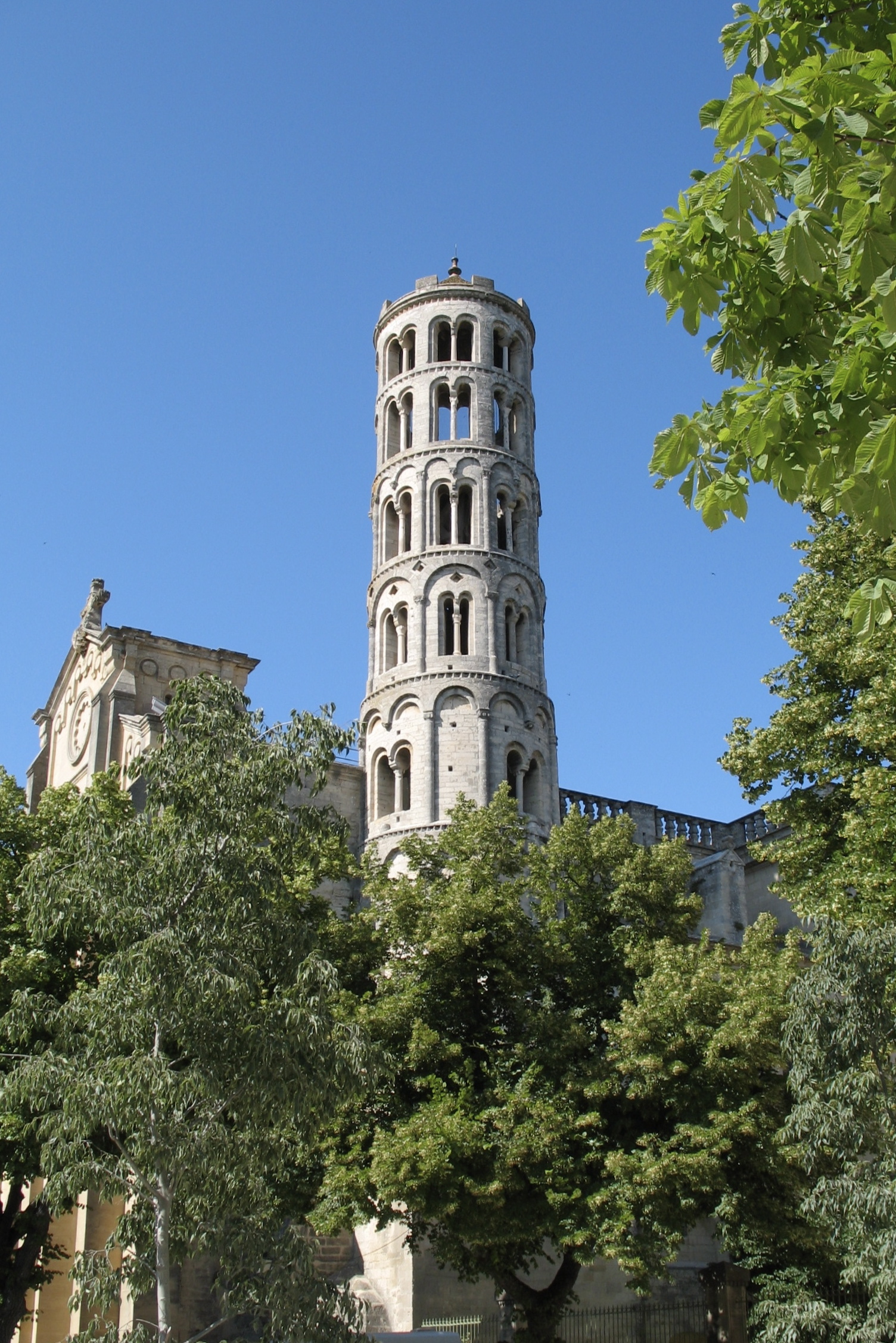
Tour Fenestrelle
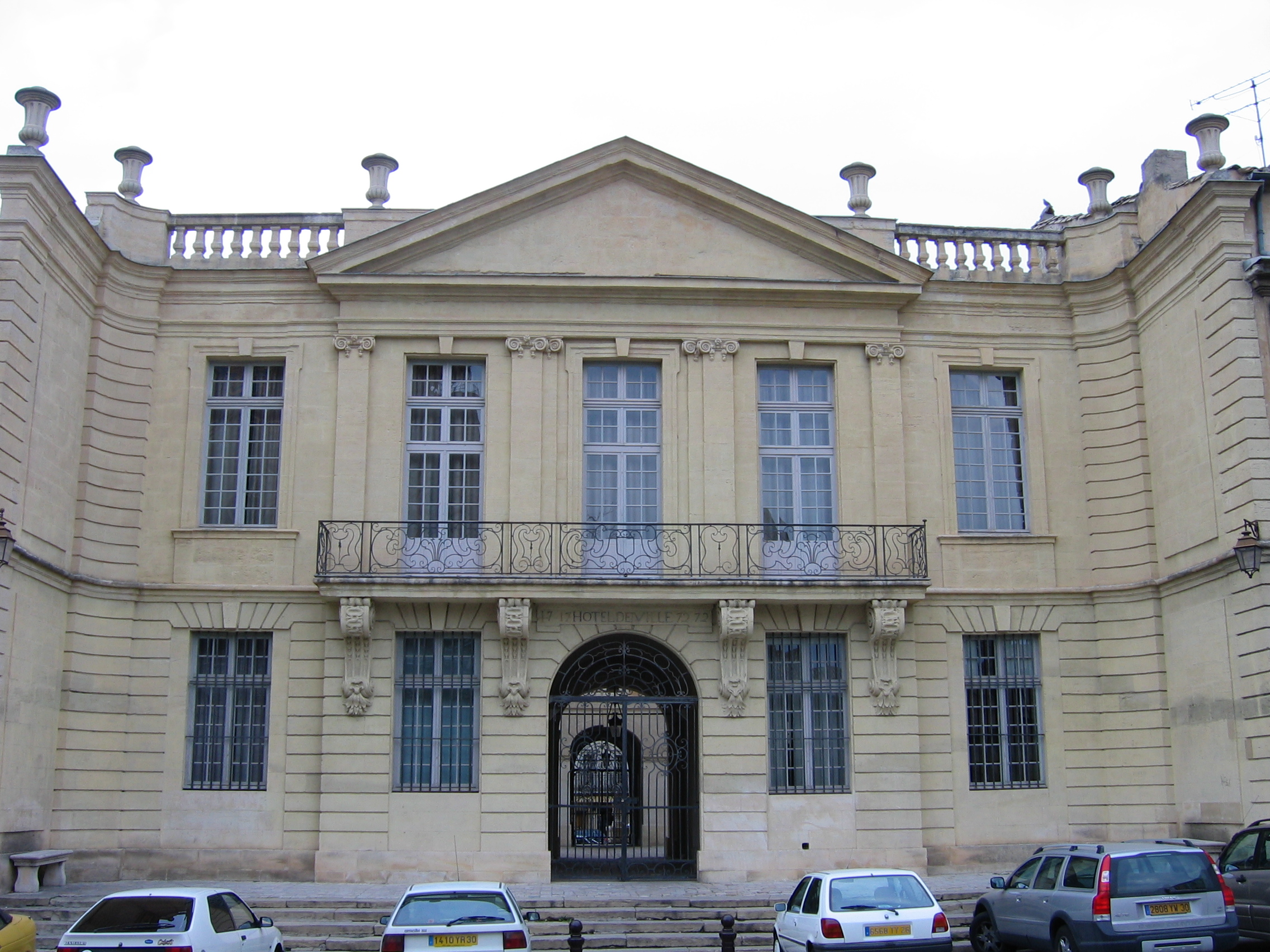
Stadhuis Uzès
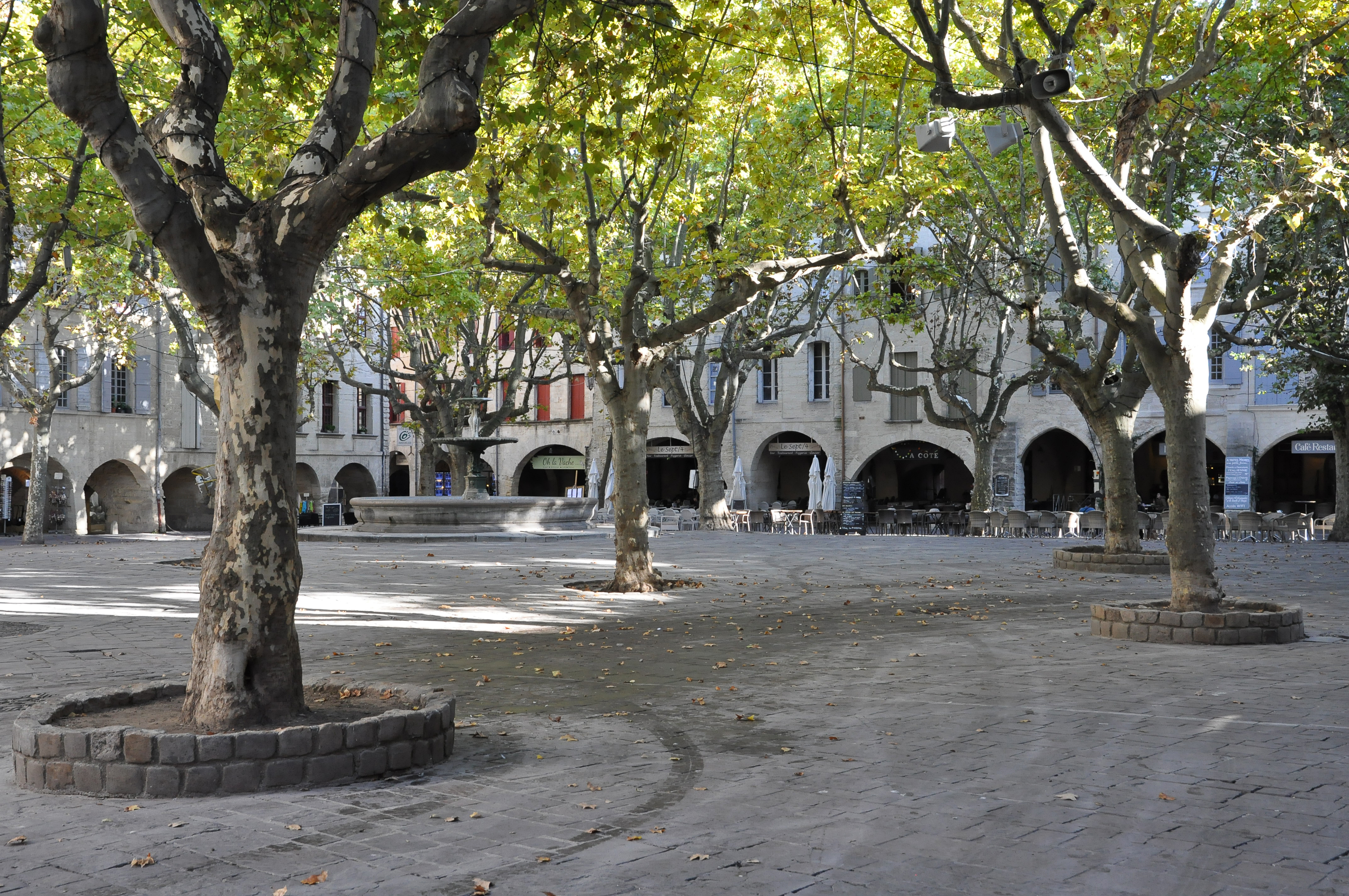
Place aux Herbes

## Geografie
De oppervlakte van Uzès bedroeg op 1 januari 2022 25,41 vierkante kilometer; de bevolkingsdichtheid was toen 329 inwoners per km².
Uzès is bereikbaar vanaf Lyon via de A9, afslag Remoulins, via de D981, gelegen iets voorbij de beroemde Pont du Gard.
De onderstaande kaart toont de ligging van Uzès met de belangrijkste infrastructuur en aangrenzende gemeenten.

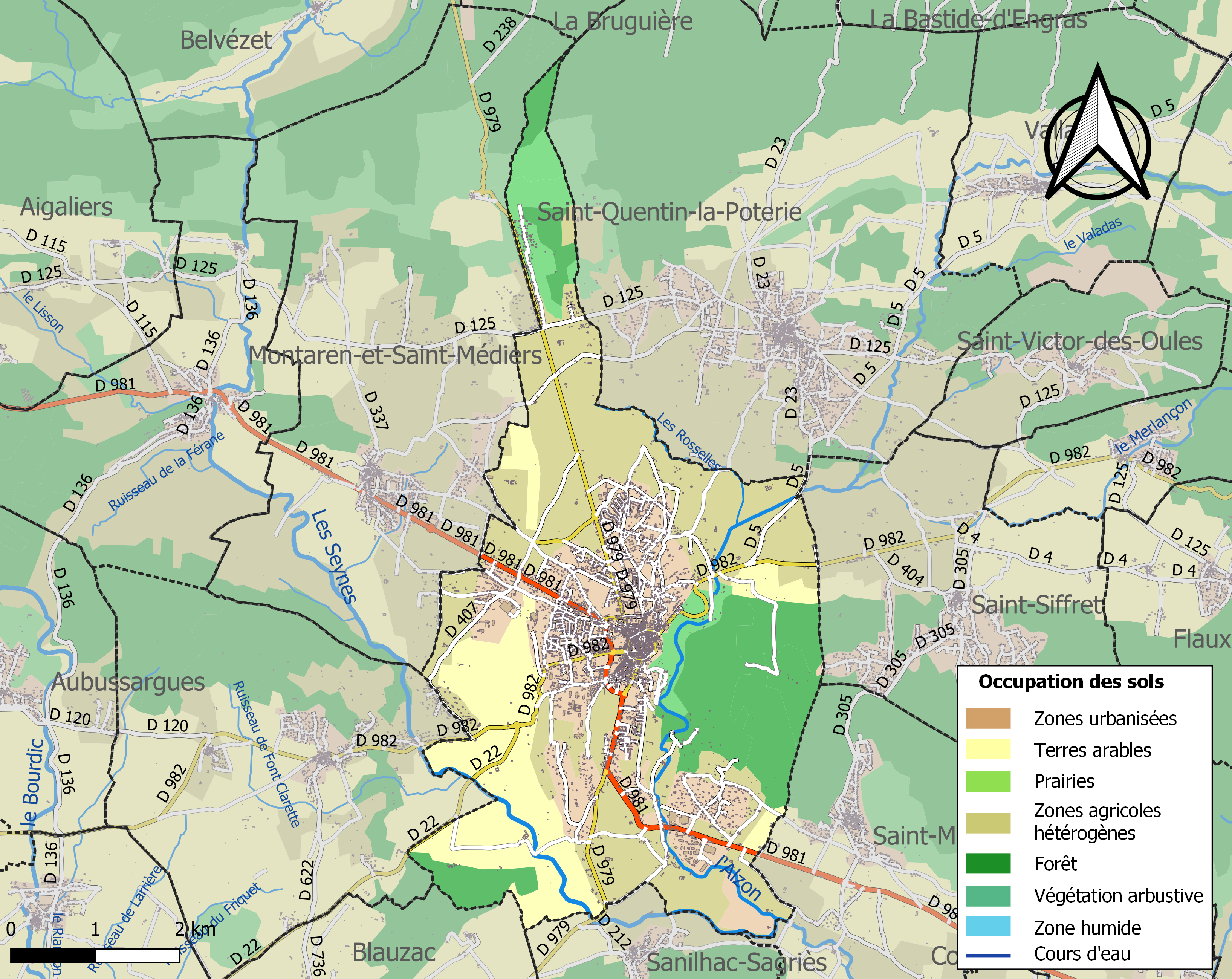

## Demografie
Onderstaande figuur toont het verloop van het inwoneraantal van Uzès vanaf 1962.
Bron: Frans bureau voor statistiek. Cijfers inwoneraantal volgens de definitie population sans doubles comptes (zie de gehanteerde definities)

## Sport
De Classic Haribo was een wielerwedstrijd die rondom Uzès in het departement Gard werd verreden tussen 1994 en 2006.

## Beroemde inwoners

### Geboren in Uzès
- Nicolas Froment (1430/1435-omstreeks 1486), hofschilder van René I van Anjou (le bon roi René), auteur van de triptiek Le Buisson ardent (te zien in de kathedraal Saint-Sauveur in Aix-en-Provence)
- Gabriel-François de Brueys d'Aigalliers (1743-1806), baron, gouverneur-generaal van Monaco, lid van de Assemblée nationale constituante, burgemeester van Uzès

### Verbleven in Uzès
Zowel de schrijvers Jean Racine en André Gide als de acteur Jean-Louis Trintignant woonden in Uzès of brachten er hun vakanties door.

## Stedenbanden
Uzès heeft met de volgende steden stedenbanden:
- Schriesheim (Duitsland)
- Paczków (Polen)